# Toutain Editor
Toutain Editor, S. A. fue una editorial de tebeos, creada y dirigida por el fallecido Josep Toutain, que publicó en España entre 1973 y 1992. Fue fundamental en la historia de la historieta en España por su determinante influencia creativa e industrial durante los años setenta y ochenta. Reunió a un buen número de autores españoles y extranjeros (sobre todo estadounidenses) de vanguardia que mayoritariamente trabajaban para la Editorial Warren.

## Trayectoria
Surgió a partir de una empresa de representación de autores españoles en estados Unidos (SI-Selecciones Ilustradas), y de su amplia experiencia de desarrollo de cómics para editores norteamericanos, especialmente James Warren y su editorial Warren Publishing, en cuyas publicaciones se basaban algunas de las revistas de Toutain, publicando mayoritariamente material de aquella editorial. Poco a poco se fueron inclinando a añadir obras de autores españoles.
A través de sus revistas "Tótem el Comix" y "Zona 84" se organizaron varios concursos de los que surgirían algunos de los nuevos valores del país. La tirada media era de 20.000 ejemplares de cada título a quioscos en los mejores tiempos de las publicaciones.
Editaba entonces más y más para poder cobrar la venta presunta y así seguir editando, pero no pudo evitar su desaparición en medio de la crisis editorial que sacudió el mundo del cómic en los 90 y que acabó con una manera de entender los cómics y las revistas de cómics.
Hoy en día sus colecciones y álbumes son muy apreciadas por los coleccionistas de cómics, y los más valorados, como "Creepy", alcanzan precios muy elevados en el mercado. Hay que considerar que algunas publicaciones contenían material que se considera de gran calidad por los aficionados, y que, como en el caso de la obra de Richard Corben, no se ha vuelto a publicar en español.

## Premios
En 1983, el Salón Internacional de Lucca le concedió su premio Yellow Kid.

## Revistas
- "1984". Título centrado en la ciencia ficción; en el año 1984 cambió su nombre por el de "Zona 84" debido a la coincidencia anual y tras un concurso de sugerencias de nuevos títulos convocado entre los lectores, empezando la numeración desde el número 1. Esta revista y "Creepy" tomaron su nombre de las estadounidenses homónimas, editadas por Warren Publishing en Estados Unidos. Un detalle 1984 no fue el nombre originalmente previsto; Toutain ofreció a Warren una revista llamada Yesterday, Today Tomorrow para acompañar a Creepy. Era para editarla en USA y después verderla internacionalmente (en España sería Ayer, Hoy , Mañana). En principio Warren no aceptó, pero el lanzamiento de Heavy Metal (version americana de la revista francesa Metal Hurlant) animo a Warren a publicarla, pero decidieron entre Toutain y Warren rebautizarla con un título más breve, 1984.
- "Zona 84". Continuación de la línea editorial de la anterior revista.
- "Creepy". Revista centrada en el cómic de terror, pero que también presentó a personajes como Torpedo, del dibujante Jordi Bernet. Existe un "Creepy 2ª época" también editado por Toutain y con numeración nueva. Su nombre viene del personaje que presenta algunas historias. La revista se nutría también de material de "Eerie" y "Vampirella", otros títulos de terror de Warren.

Durante la segunda época de "Creepy" existía la posibilidad de apuntarse en un "club de fans" rellenando una solicitud que apareció en uno de sus números, tras lo cual la editorial enviaba un carnet que daba derecho a descuentos en la compra directa de material.
- "Comix internacional". Revista que podríamos calificar de miscelánea, y que se inclina por un enfoque más artístico del cómic publicado. El título tuvo una segunda vida tras el cierre de la editorial Toutain, de la mano de Ediciones Zinco y que tuvo una corta trayectoria.
- "Thriller". Revista de cómics de género negro.
- "Fan comics". Magazine sobre el mundo de la historieta.
- "Totem, el comix". Cuando Toutain adquirió la cabecera de la mítica revista española de la editorial Nueva Frontera , con sede en Madrid del Italo argentino Roberto Rocca, la intentó convertir en estandarte del cómic erótico-underground.

Hay que destacar también la publicación de una "Historia de los Cómics" en fascículos coleccionables.

## Álbumes
1973
- "Shock" de Alfons Figueras

1974
- "Morgan Kane, U.S. Marshal" de Louis Masterson (alias de Kjell Hallbing) y Ernst Vevle Olsen

1977
- "Cuando el Cómic es Arte" de Esteban Maroto
- "Cuando el Cómic es Arte" de José Ortiz
- "El extraordinario mundo de Richard Corben", vol.I, monográfico dedicado a Richard Corben .
- "Vampirella Special" de José González y Archie Goodman - Flaxman Loew

1978
- "Las Crónicas del Sin Nombre" de Luis García y Víctor Mora
- DEN 1 – Viaje Fantástico al mundo de Nuncanada	de Richard Corben

1979
- "Dax, el guerrero" de Esteban Maroto
- "Tarzán" de José Ortiz y Edgar Rice Burroughs
- "Tarzán. El Puente de las Lágrimas" de Brocal Remohí y Edgar Rice Burroughs
- "Contrato con Dios" de Will Eisner
- "El Señor de los Anillos 1" de Luis Bermejo y Nicola Cuti

1980
- "Cuando el Cómic es Arte" de Fernando Fernández
- "Tributo a Edgar Allan Poe", con la participación de varios autores

1981
- "Cuando el Cómic es Arte" de Pepe González
- "El Señor de los Anillos 2" Luis Bermejo y Nicola Cuti
- "El extraordinario mundo de Richard Corben 2" de Richard Corben
- "Espíritu de los Cómics" de Javier Coma y Will Eisner
- "Bloodstar" de Richard Corben y Robert E. Howard
- "Vuelo a la fantasía" de Richard Corben y Fershid Bharucha
  - "Historias de Taberna Galáctica" de Josep María Beá
- "Espacio Exterior" de Will Eisner
- "Wrightson Maestro del Terror" de Berni Wrightson y Bruce Jones
- "Merdichesky" de Horacio Altuna y Carlos Trillo
- "El Señor de los Anillos 3" de Luis Bermejo y Nicola Cuti

1982
- "SI, una agencia artística"	Varios
- "Miss Lace - MALE CALL"	Milton Caniff
- "Lo mejor de Bruce Jones"	Bruce Jones
- "Cuando el Cómic es Arte"	Víctor de la Fuente
- "Fred Harman - Comics y Western"	Fred Harman - Jordi Buxade
- "Cuando el Cómic es nostalgia 1", dedicado a Emilio Freixas, por Salvador Vázquez de Parga
- Mundo mutante de Richard Corben y Jan Strnad
- "Historia de los Cómics" (1-48)	J. Toutain, J. Coma

1983
- "Cuando el Cómic es nostalgia 2", dedicado a Alex Raymond, por Salvador Vázquez de Praga
- "Zora y los Hibernautas" de Fernando Fernández
- "La Cosa del Pantano" de Berni Wrightson y Len Wein
- "Cuando el Cómic es nostalgia 3", dedicado a Harold Foster, por Salvador Vázquez de Praga
- "Las puertitas del Sr. López 1" de Horacio Altuna y Carlos Trillo

1984
- "Creepshow2	Berni Wrightson - Stephen King
- DEN 2 - Muvovum	Richard Corben
- "El Barón Rojo" de Joe Kubert y Bob Kanigher
- "Drácula" de Fernando Fernández, basándose en el relato original de Bram Stoker
- "Las puertitas del Sr. López 2", de Horacio Altuna y Carlos Trillo
- "El extraño juicio a Roy Ely"	Juan Giménez - Carlos Trillo
- "Feria de Monstruos" de Berni Wrightson y Bruce Jones
- "Jeremy Brood" (obras completas 1)	Richard Corben - Jan Strnad
- "Hombre Lobo" (obras completas 2)	Richard Corben
- "Torpedo 1936 - 1" de Jordi Bernet, Alex Toth y Enrique S. Abulí

1985
- "Torpedo 1936 - 22 de Jordi Bernet y Enrique Sánchez Abulí
- "Cuestión de tiempo" de Juan Giménez
- "Underground 1" (obras completas 3)	Richard Corben
- "Ficcionario" de Horacio Altuna
- "Kraken 1"	Jordi Bernet - Antonio Segura
- "New York City"	Will Eisner
- "La estrella negra"	Juan Giménez - Ricardo Barreiro
- "Torpedo 1936 - 3"	Jordi Bernet - Enrique Sánchez Abulí
- "La Caída la casa Usher" (obras completas 4)	Richard Corben
- "El hombre de papel"	Milo Manara
- "Partida de Caza"	Enki Bilal - Pierre Christin
- "Pesadillas"	Alfonso Azpiri
- "Fragmentos de la Enciclopedia Délfica"	Miguelanxo Prado
- "Underground 2" (obras completas 5)	Richard Corben

1986
- "Tragaperras"	Horacio Altuna - Carlos Trillo
- "Rebelde" de Pepe Moreno
- "Romances de andar por casa"	Carlos Giménez
- "Rowlf" (obras completas 6)	Richard Corben
- "Vito"	Saladrigas - Segura
- "Alex Magnum"	Alfredo Genies - Enrique Sánchez Abulí
- "Torpedo 1936" - 4	Jordi Bernet - Enrique Sánchez Abulí
- "Sobre la Estrella"	Moebius
- "Mujeres Fantásticas"	Esteban Maroto - Enrique Sánchez Abulí
- "Cosmópolis"	Rafa G. Negrete

1987
- "Las mil caras de Jack el Destripador"	Antonio Segura - José Ortiz
- "Chances"	Horacio Altuna
- "Custer"	Jordi Bernet - Carlos Trillo
- "Stratos"	Miguelanxo Prado
- "Torpedo 1936 - 5"	Jordi Bernet - Enrique Sánchez Abulí
- "La Muralla" de Josep M. Beá.
- "Morbus Gravis"	Eleuteri Serpieri
- "Grandes Mitos del Oeste 1"	Josep Toutain - José Ortiz
- "Bloodstar" (obras completas 7)	Richard Corben - Robert E. Howard
- "Doctor Mabuse" de Beroy.
- "Las magistrales historias de Horror de Russ Heath"	Russ Heath - Bruce Jones
- "Grandes Mitos del Oeste 2"	Josep Toutain - José Ortiz
- "Juego Eterno" de Juan Giménez.
- "Del mismo lado"	Mirco Ilic - Igor Kordej
- "El amante de Lady Chatterley"	D.H. Lawrence - Hunt Emerson
- "Kraken 2" de Jordi Bernet y Antonio Segura
- "Torpedo 1936 - 6"	Jordi Bernet y Enrique Sánchez Abulí

1988
- "Mitos" de Dick Matena
- "Rip. Tiempo Atrás" de Richard Corben
- "Antología de los mejores cómics de vampiros 1", con la participación de varios autores
- 2Torpedo 1936 - 1" (2ª edición)	Jordi Bernet - Enrique Sánchez Abulí
- "Andrax" de Jordi Bernet y Miguel Cussó
- "666-999" de Beroy
- "Druuna" de Eleuteri Serpieri
- "Burton & Cyb 1" de Antonio Segura y José Ortiz
- "Zetari" de John M. Burns y Martin Lodewijk
- "Burdel - 27, Rue de l'Espoire" de Lévis y Leroi
- "As de Pique" de Juan Giménez y Ricardo Barreiro
- "La Enfermedad del Sueño" de Beroy

1989
- "Antología de los mejores cómics de vampiros 2", con la participación de varios autores.
- "Mundo Mutante" (obras completas 8)	Richard Corben - Jan Strnad
- Ginger	Gligorov
- "El último recreo" de Horacio Altuna y Carlos Trillo
- "Torpedo 1936 - 7" de Jordi Bernet - Enrique Sánchez Abulí
- "Kraken 3" de Jordi Bernet y Antonio Segura
- "Burton & Cyb 2" de Antonio Segura y José Ortiz
- "De vuelta a casa" de Jordi Bernet y Enrique Sánchez Abulí
- "Crepúsculo" de Pascual Ferry
- "Basura" de Juan Giménez y Carlos Trillo
- "Nacido Salvaje" de Fernando de Felipe y Óscar Aibar
- "Abominable" de Hermann Hupper
- "Manuscritos de la Plaga" (obras completas 9)	Richard Corben - Dennis Cunningham

1990
- "La Bionda - Doble Golpe"	Saudelli
- "Light & Bold"	Jordi Bernet - Carlos Trillo
- "Roy Mann"	Attilio Micheluzzi
- "Charlie Moon" de Horacio Altuna y Carlos Trillo
- "Pilgor (Bodyssey)" (obras completas 10)	Richard Corben
- "Burton & Cyb 3"	Antonio Segura y José Ortiz
- "Lo mejor de sí mismo" de Vuillemin
- "Torpedo 1936 - 0" de Jordi Bernet, Alex Toth y Enrique S. Abulí
- "A.D.N." de Fernando de Felipe y Óscar Aibar
- "El heredero" de Paul Gillon
- "La superviviente" de Paul Gillon
- "Opera" de P. Craig Russell
- "Ghita de Alizarr - 1" de Frank Thorne

1991
- "Guita de Alizarr - 2" de Frank Thorne
- "En el nombre del Diablo" de Esteban Maroto
- "Gene Colan" de Gene Colan e Igor Kordej
- "Burton & Cyb 4" de Antonio Segura y José Ortiz
- "Otros Sueños - Pesadillas II" de Alfonso Azpiri
- "Underground todavía" (obras completas 11) de Richard Corben
- "Ciudad 1" de Juan Giménez y Ricardo Barreiro
- "Ciudad 2" de Juan Giménez y Ricardo Barreiro
- "Nociones de realidad: Sebastián Gorza" de Pascual Ferry
- "Mujeres secretas" de Mike Ratera
- Obras completas de Berni Wrightson 1
- "Soul" de Fernando de Felipe y Jaime Vane

1992
- DEN 3 - Hijos del fuego de Richard Corben
- "El hombre que ríe" de Fernando de Felipe, basado en el relato de Víctor Hugo
- El otro Necronomicon de Antonio Segura y Brocal Remohi
- Obras completas de Berni Wrightson 2